# Giovanni Battista Biscarra
Giovanni Battista Biscarra (in francese: Jean-Baptiste Biscarra; Nizza, 22 febbraio 1790 – Torino, 13 aprile 1851) è stato un pittore, scultore e litografo italiano.
Dipinse principalmente soggetti storici e religiosi e ritratti di reali.

## Biografia
Era figlio di Caterina Coppon e di Giuseppe Costantino Biscarra, uditore e tesoriere generale del Regio Esercito del Regno di Sardegna e di Casa Savoia. Sua cugina era la poetessa romantica Agata Sofia Sassernò.
Apprese i rudimenti dell'arte da Pietro Benvenuti all'Accademia di Firenze, dove la sua famiglia si era rifugiata durante l'occupazione francese della Savoia e del Piemonte.
Nel 1815 si trasferì a Roma con il supporto economico del re Vittorio Emanuele I di Savoia, dove studiò all'Accademia nazionale di San Luca sotto la guida di Vincenzo Camuccini e divenne amico dei principali artisti del neoclassicismo romano, tra cui Antonio Canova, Bertel Thorvaldsen, Pietro Tenerani e molti altri. Ottenne grande notorietà a Roma con Il rimorso di Caino (1819, anticamera della Soprintendenza, presso il Palazzo Carignano).

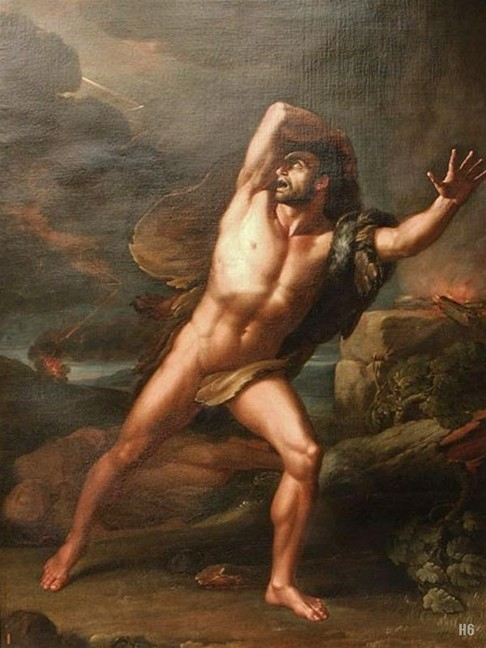
Il rimorso di Caino

Dopo aver vissuto per sei anni nell'Urbe, fu chiamato a Torino dal nuovo re Carlo Felice. Con decreto sovrano del 17 settembre 1821 fu nominato "primo pittore di Sua Maestà, Capo e Maestro delle Scuole di Pittura e Disegno, e Direttore dell'Accademia del Nudo". Nel 1822 vi iniziò ad insegnare, dimostrandosi un ottimo istruttore. Continuò ad insegnare dopo l'istituzione della Reale Accademia di Belle Arti nel 1824 e dopo la riforma albertina dell'Accademia nel 1833. Nel 1842 partecipò alla fondazione della Società Promotrice delle Belle Arti. Prestò servizio per i successivi sovrani di Sardegna fino alla sua morte avvenuta nel 1851.
Suo figlio Carlo Felice Biscarra (nato nel 1823) fu pittore di spicco a Torino, nonché professore dell'Accademia albertina. Suo nipote Cesare Biscarra (nato nel 1866) fu sia scultore che pittore.
È sepolto nel Cimitero monumentale di Torino

## Opere
Biscarra è noto soprattutto per le sue composizioni raffiguranti episodi della storia del Regno di Sardegna e di Casa Savoia, nonché per le sue pale d'altare nelle chiese di Torino, Alba, Nizza Monferrato, Fossano, Mondovì e diverse altre città del Piemonte. È inoltre riconosciuto come un eccellente ritrattista: molti dei suoi quadri raffigurano infatti membri delle famiglie reali di Sardegna e dei Savoia.

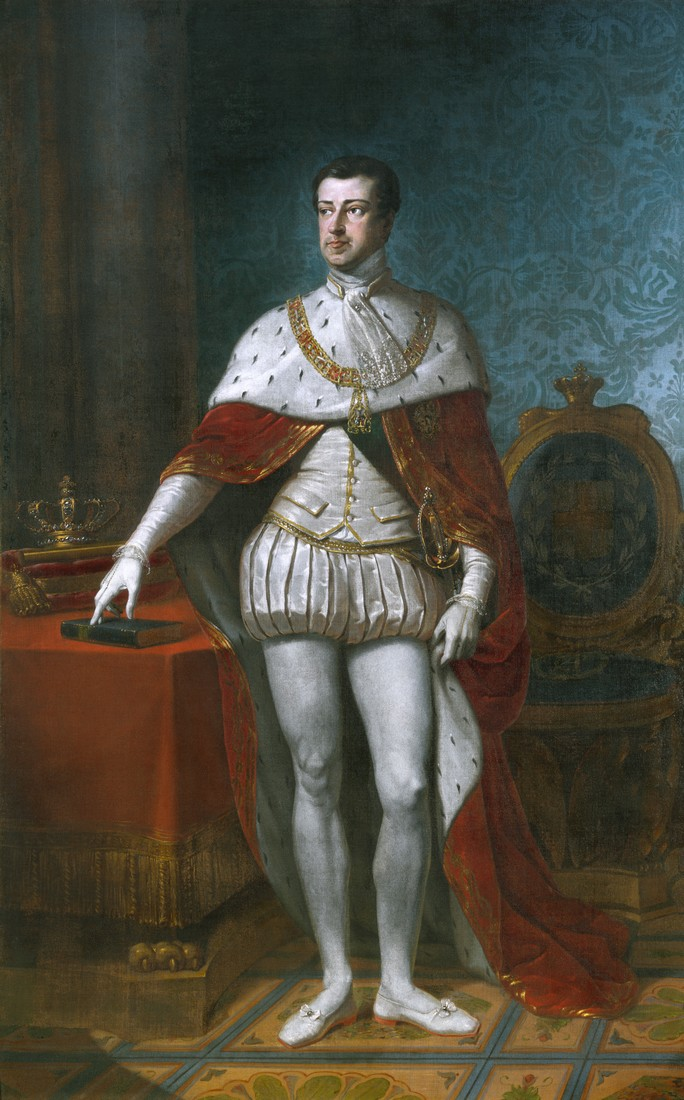
Ritratto di Carlo Alberto di Savoia

Dopo aver intrapreso lo stile neoclassico simile a quello di Jacques-Louis David, sviluppò un gusto più purista, soprattutto nelle sue composizioni religiose. Nella sua fase più matura mostrò una tendenza romantica, come esemplificato nelle sue narrazioni di eventi della storia nazionale. Nelle sue opere successive, in particolare nei suoi ultimi ritratti e ne La classe di nudo dell'Accademia di Belle Arti (1840, Albertina, Torino, Museo Civico, Galleria d'Arte Moderna), si avvicina al realismo.

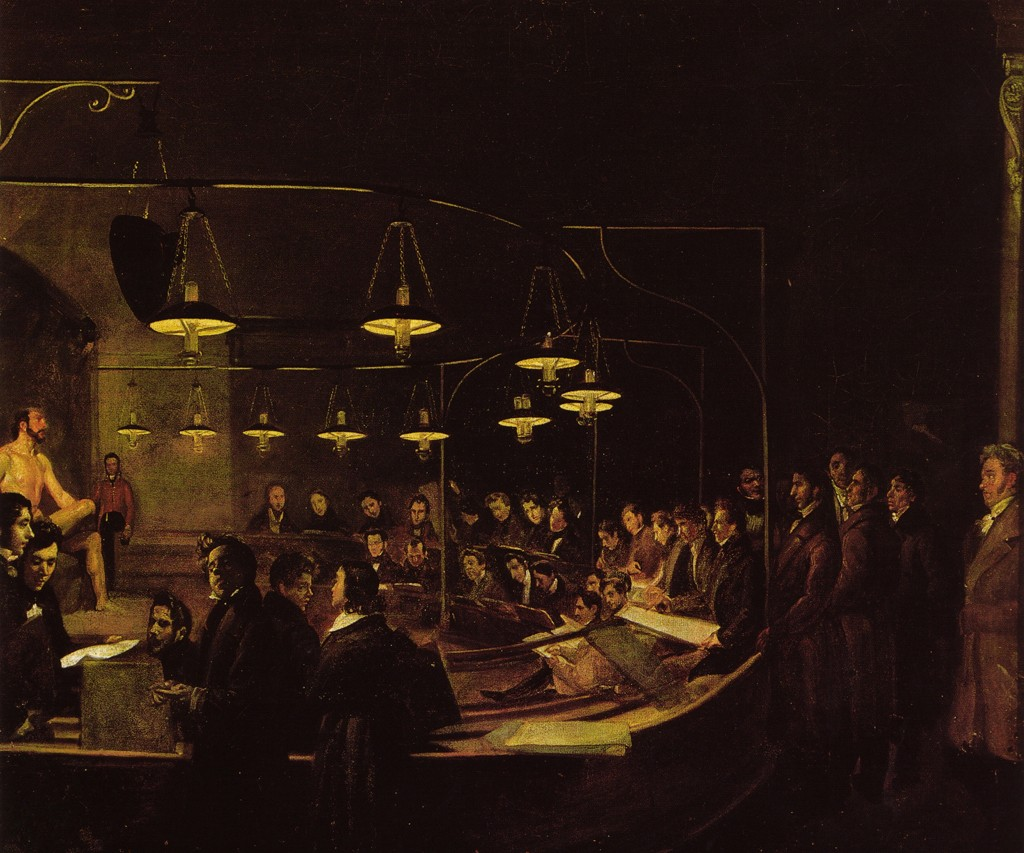
La classe di nudo dell'Accademia di Belle Arti

Il Palazzo Reale e diverse chiese di Torino conservano alcune sue opere tra cui La promulgazione dello Statuto Albertino. Dipinse inoltre il sipario dell'ex Teatro Comunale, distrutto da un incendio nel 1881.